# Petitum e causa petendi
Il petitum e la causa petendi sono gli elementi oggettivi dell'azione in diritto processuale civile italiano.

## Petitum
Il petitum è l'oggetto dell'azione: la parola latina infatti significa "chiesto", pertanto coincide con ciò che si chiede. C'è un aspetto da considerare: mentre nella vita noi difendiamo i nostri beni, le nostre cose, nell'azione giudiziale noi chiediamo qualcosa a un giudice: ecco dunque apparire la dualità del concetto di petitum: esso si scinde in due aspetti: il petitum, cosiddetto, immediato, che corrisponde esattamente al provvedimento che si chiede al giudice di emanare, e il petitum, cosiddetto, mediato, che corrisponde invece al bene della vita oggetto del processo.
Ad esempio, in una domanda giudiziale volta all'accertamento di un diritto di proprietà (art. 832 c.c.), il petitum immediato è il provvedimento richiesto al giudice civile volto ad accertare il diritto a godere in modo pieno ed esclusivo del bene oggetto della domanda processuale; il petitum mediato, invece, è il bene stesso della vita di cui ci si pretende proprietari.

## Causa petendi
Causa petendi in latino significa "ragione del domandare", ed è la ragione obiettiva sulla quale la domanda si forma, il titolo su cui si fonda l'azione, ovvero i fatti costitutivi del diritto sostanziale affermato, in forza del quale può sussistere il petitum che è strettamente collegato in entrambi gli aspetti predetti alla causa petendi.
In particolare il petitum mediato e la causa petendi sono i due aspetti del diritto sostanziale affermato: il bene che si vuole tutelare e in base a quale diritto si richiede la tutela.
La Corte di Cassazione (Cass. Civ., sentenza n. 12258/2002) ha ribadito che la precisazione della causa petendi non necessita che siano correttamente indicate le norme applicabili al caso e i relativi istituti giuridici, essendo invece sufficiente la chiara indicazione, in termini sostanziali, dei fatti costitutivi del diritto autoindividuato azionato.